# Szamojlovkai járás

A Szamojlovkai járás a Szaratovi területen

A Szamojlovkai járás (oroszul Самойловский муниципальный район) Oroszország egyik járása a Szaratovi területen. Székhelye Szamojlovka.

## Népesség
- 1989-ben 26 125 lakosa volt.
- 2002-ben 25 979 lakosa volt, melynek 70%-a orosz, 25%-a ukrán.
- 2010-ben 21 451 lakosa volt, melyből 18 461 orosz, 1 821 ukrán, 162 örmény, 137 lezg, 106 tatár, 104 csecsen, 67 azeri, 62 német stb.